# Torboul
 Torboul è un comune del Ciad situato nel dipartimento di Mourtcha, provincia di Ennedi Ovest.